# Takeda Pharmaceutical
Takeda Pharmaceutical Company (яп. 武田薬品工業株式会社 Такэда якухин ко:гё: кабусики-гайся) — японская транснациональная фармацевтическая компания, крупнейшая в Азии, входящая в число 15 крупнейших в мире. Сферы интереса компании: сердечно-сосудистые и метаболические заболевания, гастроэнтерология, респираторные заболевания и иммунология, неврология, воспаления, вакцины, онкология (отдельное подразделение Millennium Pharmaceuticals).
В списке крупнейших публичных компаний мира Forbes Global 2000 за 2021 год Takeda Pharmaceutical заняла 195-е место (320-е по размеру выручки, 386-е по чистой прибыли, 315-е по активам и 316-е по рыночной капитализации).

## История
Takeda Pharmaceutical основана в 1781 году в Осаке для торговли средствами традиционной китайской и японской народной медицины. В конце XIX века также начала торговлю западными импортными лекарствами. В 1895 году была построена первая фабрика Takeda по производству лекарственных препаратов. К 1920-м годам Takeda развилась в крупную фармацевтическую компанию, которая официально была зарегистрирована 29 января 1925 года под названием Chobei Takeda & Company. В 1937 году компания освоила синтез витамина C, а в следующем году — витамина B1. Производство витаминов стало одним из основных направлений деятельности компании, в 1962 году на Takeda приходилась половина производства витаминов в Японии. В 1940-х годах компания сменила название на Takeda Chemical Industries и поглотила две другие компании, Konishi Pharmaceutical и Radium Pharmacy. В 1952 году было создано подразделение продуктов питания, производившее пищевые добавки и обогащённые витаминами продукты и напитки. Кроме витаминов компания выпускала транквилизаторы, средства для лечения нервных расстройств и антибиотики. В 1950-х годах компания начала экспорт медикаментов, в частности Алинамина, своего самого успешного на то время препарата витамина витамина B1.
В 1961 году в Японии была создана национальная система медицинского страхования, что способствовало росту фармацевтической отрасли — в начале 1960-х годов она росла на 20 % в год. Takeda в полной мере воспользовалась новыми возможностями, на 1970 год на неё приходилось 10 % производства медикаментов в Японии и четверть их экспорта. В 1977 году компания Takeda впервые вышла на фармацевтический рынок США, создав совместное предприятие с Abbott Laboratories под названием TAP Pharmaceuticals. Также в 1970-х годах Takeda вышла на рынки Тайваня, Гонконга, Таиланда, Филиппин, Индонезии, ФРГ и Мексики. Однако, несмотря на этот рост, на 1982 год 80 % продаваемых в Японии лекарств были импортные или произведённые по импортным технологиям. Для исправления ситуации правительством Японии была введена патентная защита на медикаменты и снято регулирование цен на фармпрепараты, что способствовало росту инвестиций в разработку новых лекарств.
Через TAP Pharmaceuticals компании Takeda и Abbott запустили в продажу блокбастеры Lupron (Лейпрорелин) в 1985 году и Prevacid (Лансопразол) в 1995 году. В 1999 году было начато производство Actos (Пиоглитазон), используемого для лечения сахарного диабета 2-го типа, который стал одним из основных препаратов фирмы. В конце 1990-х годов были созданы филиалы в Великобритании, Италии, Франции и Швейцарии, открыта фабрика в Ирландии. В то же время в США компания заплатила около 2 млрд долларов по 2 искам в 1999 и 2001 году в связи с завышением цен на витаминные препараты и Лупрон.
В феврале 2005 года Takeda за 270 млн долларов приобрела базирующуюся в Сан-Диего (Калифорния), компанию Syrrx, специализирующуюся на высокопроизводительном рентгеноструктурном анализе.
4 февраля 2008 года Takeda Pharmaceutical достигла соглашения о разработке и коммерциализации на японском рынке 13 действующих веществ из портфеля разработок американской биотехнологической компании Amgen Inc.. Предметом сделки стали препараты-кандидаты, проходящие ранние и средние стадии разработки, предназначенные для применения при различных заболеваниях, в том числе онкологических, а также болевых и воспалительных синдромах. Кроме того, Takeda приобрела японский филиал Amgen.
В марте 2008 года Takeda и Abbott Laboratories объявили о закрытии совместного 30-летнего предприятия TAP Pharmaceuticals. В результате этого Abbott приобрела права в США на Lupron (Лейпрорелин) и вспомогательный персонал для работы над данным препаратом. С другой стороны, Takeda получила права на производство Prevacid (Лансопразол) и препараты-кандидаты TAP Pharmaceuticals.
В апреле 2008 года Takeda за 8,8 млрд долларов приобрела Millennium Pharmaceuticals в Кембридже, штат Массачусетс, компанию, специализирующуюся на исследованиях лекарств от рака. После приобретения было создано лекарство Бортезомиб (Velcade), предназначенное для лечения гематологических злокачественных новообразований, а также портфолио препаратов-кандидатов в онкологии, воспалении и сердечно-сосудистой терапии.
19 мая 2011 года Takeda Pharmaceutical объявила о приобретении компании Nycomed за 9,6 млрд евро. Сделка была завершена 30 сентября 2011 года.
В апреле 2012 года Takeda за 800 млн долларов приобрела URL Pharma. 25 мая 2012 года было объявлено о покупке бразильской компании Multilab за 540 млн бразильских ралов.
30 сентября 2014 года Takeda объявила о расширении сотрудничества с MacroGenics на сумму до 1,6 млрд долларов. Сотрудничество было сосредоточено на совместной разработке доклинического аутоиммунного соединения MGD010. MGD010 — это терапия, нацеленная на поверхностные белки В-клеток CD32B и CD79B, и показана при волчанке и ревматоидном артрите.
В январе 2017 года Takeda Pharmaceutical купила американскую компанию ARIAD Pharmaceuticals за 5,2 млрд долларов, расширив отделения онкологии и гематологии.
В январе 2018 года Takeda за 520 млн евро приобрела европейскую фирму TiGenix, занимающуюся клеточной терапией.
В январе 2019 года Takeda закрыла крупнейшую в своей истории сделку по приобретению ирландского производителя лекарств Shire. Сумма сделки составила 62 млрд долларов (46 млрд фунтов).

## Собственники и руководство
- Масахиро Саканэ (Masahiro Sakane, род. в 1941 году) — председатель совета директоров с 2017 года, член совета директоров с 2014 года, вся карьера с 1963 года проходила в компании Komatsu[28].
- Кристоф Уэбер (Christophe Weber, род. 16 ноября 1966 года) — главный исполнительный директор с 2015 года, в компании с 2014 года, до этого работал в GlaxoSmithKline.

## Деятельность

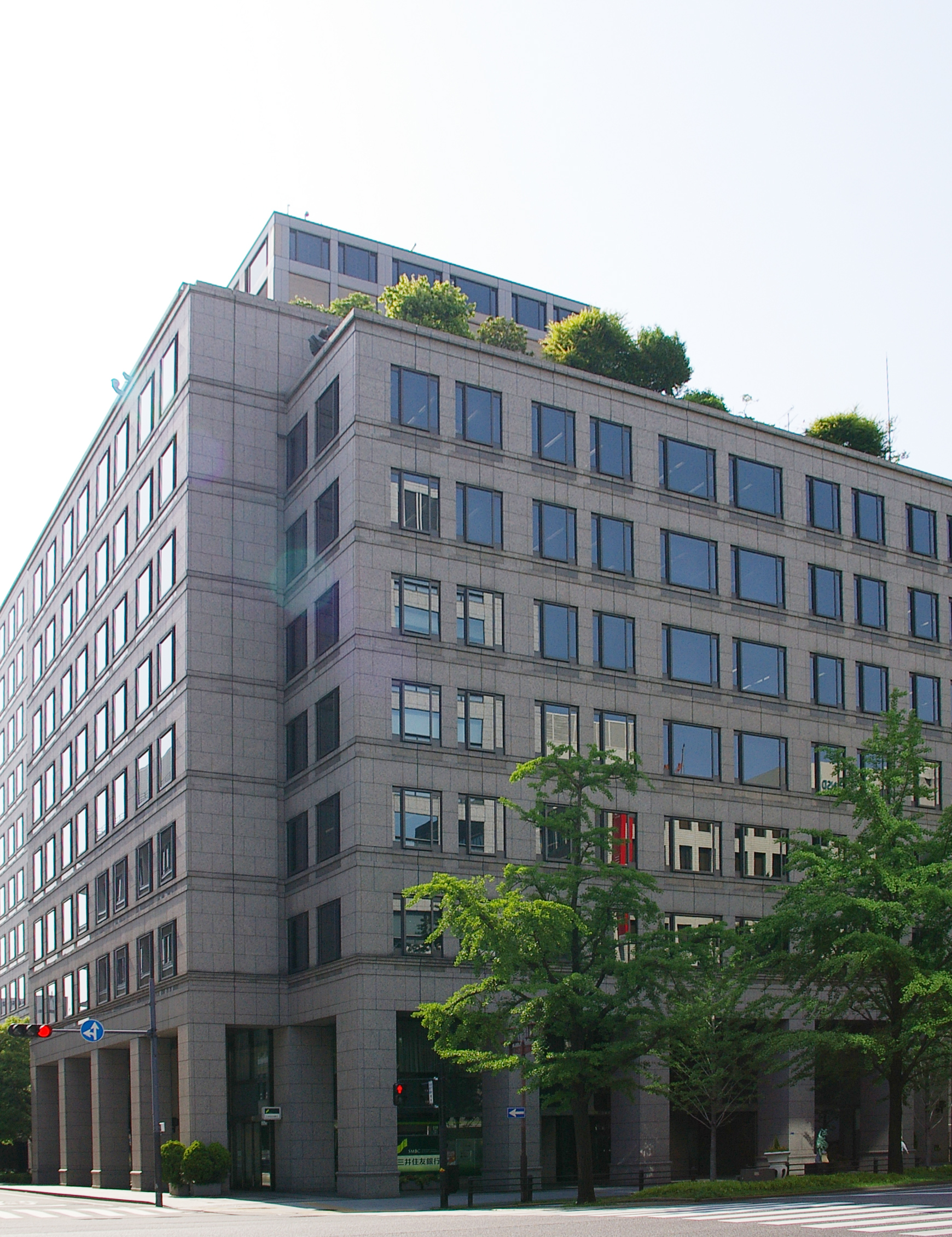
«Такэда Мидосудзи», офис Takeda Pharmaceutical в Осаке.

Штаб-квартира Takeda Pharmaceutical находится в Токио, региональные центры находятся в Осаке, Дирфилде (США, округ Лейк) и Лондоне. В 2011 году был открыт центр в районе Сёнан (префектура Канагава), ставший главным звеном глобальной исследовательской структуры Takeda, другие важные центры находятся в США (Сан-Диего и Кембридж) и Австрии (Вена). Основные производственные мощности находятся в Ирландии, США, Австрии, Швейцарии, Бельгии и Сингапуре.
Географическое распределение выручки в 2022/23 финансовом году:
- США — 2,104 трлн иен
- Япония — 512 млрд иен
- Европа и Канада — 843 млрд иен
- Азия (исключая Японию) — 225 млрд иен
- Латинская Америка — 160 млрд иен
- Россия/СНГ — 88 млрд иен
- Ближний Восток, Океания и Африка — 95 млрд иен

|                     | 2010  | 2011  | 2012  | 2013  | 2014  | 2015   | 2016  | 2017  | 2018  | 2019  | 2020  | 2021  | 2022  | 2023  |
| ------------------- | ----- | ----- | ----- | ----- | ----- | ------ | ----- | ----- | ----- | ----- | ----- | ----- | ----- | ----- |
| Оборот              | 1,466 | 1,419 | 1,509 | 1,557 | 1,692 | 1,778  | 1,807 | 1,732 | 1,771 | 2,097 | 3,291 | 3,198 | 3,569 | 4,028 |
| Чистая прибыль      | 0,297 | 0,248 | 0,127 | 0,134 | 0,110 | -0,143 | 0,083 | 0,115 | 0,187 | 0,135 | 0,044 | 0,376 | 0,230 | 0,317 |
| Активы              | 2,823 | 2,786 | 3,577 | 3,956 | 4,569 | 4,296  | 3,824 | 4,347 | 4,107 | 13,79 | 12,82 | 12,91 | 13,18 | 13,96 |
| Собственный капитал | 2,165 | 2,137 | 2,072 | 2,223 | 2,541 | 2,206  | 2,011 | 1,949 | 2,017 | 5,186 | 4,728 | 5,177 | 5,684 | 6,355 |

## Препараты
Основные препараты компании на 2021 год:
- Энтивио (Ведолизумаб, Entyvio) — болезнь Крона, язвенный колит, 429 млрд иен
- Антитела (иммуноглобулины) — 335 млрд иен
- Elvanse/Vyvanse (лиздексамфетамин) — психостимулятор, 272 млрд иен
- Advate (фактор свёртывания крови VIII) — гемофилия, 129 млрд иен
- Velcade (бортезомиб) — онкология, 101 млрд иен
- Leuplin/Enantone (лейпрорелин) — онкология, 95 млрд иен
- Ninlaro (иксазомиб) — онкология, 87 млрд иен

### Ключевые продукты компании на рынках России и СНГ
- Актовегин (рецептурная и безрецептурная формы)
- Кардиомагнил (безрецептурный препарат)
- Кальций-Д3 Никомед (безрецептурный препарат)
- Цераксон (рецептурный препарат)
- Эдарби (рецептурный препарат)
- Ксимелин (безрецептурный препарат)
- Ксефокам (рецептурный препарат)
- Иксазомиб (рецептурный препарат)
- Бритомар (рецептурный препарат)
- Триномия (рецептурный препарат)
- Энеас (рецептурный препарат)
- Контролок (рецептурный препарат)

В марте 2019 года Takeda Pharmaceutical объявила о прекращении поставки жизненно важных препаратов «Амитриптилин Никомед», «Метронидазол Никомед», «Атенолол Никомед» на российский рынок.

## Дочерние компании
Основные дочерние компании по состоянию на 2021 год:
- Австрия: Takeda Austria GmbH, Baxter AG, Baxatla Innovations GmbH
- Бразилия: Takeda Distribuidora Ltda.
- Великобритания: Takeda UK Limited, Takeda Development Centre Europe Ltd., Shire Pharmaceuticals Limited
- Дания: Takeda Pharma A/S
- Германия: Takeda GmbH
- Ирландия: Takeda Ireland Limited, Shire Pharmaceuticals International Unlimited Company, Shire Pharmaceuticals Ireland Limited, Shire Acquisitions Investments Ireland Designated Activity Company, Shire Ireland Finance Trading Limited
- Испания: Takeda Farmaceutica Espana S.A.
- Италия: Takeda Italia S.p.A.
- Канада: Takeda Canada Inc.
- Китай: Takeda (China) Holdings Co., Ltd., Takeda Pharmaceutical (China) Company Limited, Takeda (China) International Trading
- Республика Корея: Takeda Pharmaceuticals Korea Co., Ltd.
- Норвегия: Takeda AS
- Россия: Takeda Pharmaceuticals Limited Liability Company
- Сингапур: Takeda Development Center Asia, Pte. Ltd.
- США: Takeda Pharmaceuticals U.S.A., Inc., Millennium Pharmaceuticals, Inc., ARIAD Pharmaceuticals, Inc., Takeda California, Inc., Takeda Vaccines, Inc., Takeda Development Center Americas, Inc., Baxalta Inc., Dyax Corp., Takeda Ventures, Inc., Baxalta US Inc.
- Франция: Takeda France S.A.S.
- Швейцария: Takeda Pharmaceuticals International AG, Baxalta GmbH, Baxalta Manufacturing, S.a.r.l.
- Япония: Nihon Pharmaceutical Co., Ltd.